# El Tejocote (Guanajuato)
El Tejocote es una localidad del estado mexicano de Guanajuato. Es parte del municipio de San Felipe.

## Demografía
| Gráfica de evolución demográfica |
|                                  |

| Censo | Población |
| ----- | --------- |
| 1970  | 311       |
| 1980  | 664       |
| 1990  | 764       |
| 2000  | 959       |
| 2010  | 1 346     |
| 2020  | 1 632     |